# Danh sách trò chơi của Capcom: S
Sau đây là danh sách các trò chơi được phát triển, xuất bản hoặc cấp phép bởi Capcom
| Title                                                                 | System                              | Release date             | Developer(s)                    | JP | NA | EU | AUS    | Ref(s)          |
| --------------------------------------------------------------------- | ----------------------------------- | ------------------------ | ------------------------------- | -- | -- | -- | ------ | --------------- |
| Samurai Sword                                                         | Family Computer Disk System         | 15 tháng 11 năm 1988     | Capcom                          | Có |    |    |        | [ 1 ]           |
| Saturday Night Slam Masters                                           | Arcade                              | 13 tháng 7 năm 1993      | Capcom                          | Có | Có | Có | Có     | [ 2 ]           |
| Saturday Night Slam Masters                                           | Sega Mega Drive/Genesis             | 13 tháng 7 năm 1993      | Capcom                          | Có | Có | Có | Có     | [ 3 ]           |
| Saturday Night Slam Masters                                           | Super Nintendo Entertainment System | 13 tháng 7 năm 1993      | Capcom                          | Có | Có | Có | Có     | [ 4 ]           |
| Section Z                                                             | Arcade                              | tháng 12 năm 1985        | Capcom                          |    | Có |    |        | [ 5 ]           |
| Section Z                                                             | Family Computer Disk System         | 25 tháng 5 năm 1987      | Capcom                          | Có |    |    |        | [ 6 ]           |
| Section Z                                                             | Nintendo Entertainment System       | tháng 7 năm 1987         | Capcom                          |    | Có | Có |        | [ 6 ]           |
| Sengoku Basara                                                        | PlayStation 2                       | 21 tháng 7 năm 2005      | Capcom                          | Có | Có | Có |        | [ 7 ]           |
| Sengoku Basara                                                        | PlayStation Network                 | 19 tháng 6 năm 2013      | Capcom                          | Có |    |    |        | [ 7 ]           |
| Sengoku Basara 2                                                      | PlayStation 2                       | 2006                     | Capcom                          | Có |    |    |        | [ 8 ]           |
| Sengoku Basara 2                                                      | Wii                                 | 2006                     | Capcom                          | Có |    |    |        | [ 8 ]           |
| Sengoku Basara Battle Heroes                                          | PlayStation Portable                | 2009                     | Capcom                          | Có |    |    |        | [ 9 ]           |
| Sengoku Basara Chronicle Heroes                                       | PlayStation Portable                | 21 tháng 7 năm 2011      | Capcom                          | Có |    |    |        | [ 10 ]          |
| Sengoku Basara X                                                      | Arcade                              | 2008                     | Capcom                          | Có |    |    |        | [ 10 ]          |
| Sengoku Basara X                                                      | PlayStation 2                       | 2008                     | Capcom                          | Có |    |    |        | [ 10 ]          |
| Sengoku Basara: Samurai Heroes                                        | PlayStation 3                       | 29 tháng 7 năm 2010      | Capcom                          | Có | Có | Có |        | [ 11 ]          |
| Sengoku Basara: Samurai Heroes                                        | Wii                                 | 29 tháng 7 năm 2010      | Capcom                          | Có | Có | Có |        | [ 11 ]          |
| Sengoku Basara 4                                                      | PlayStation 3                       | 23 tháng 1 năm 2014      | Capcom                          | Có |    |    |        | [ 12 ]          |
| Sengoku Basara 4                                                      | PlayStation 4                       | 23 tháng 7 năm 2015      | Capcom                          | Có |    |    |        | [ 12 ]          |
| Sengoku Basara: Sanada Yukimura-Den                                   | PlayStation 3                       | 25 tháng 8 năm 2016      | Capcom                          | Có |    |    |        | [ 13 ]          |
| Sengoku Basara: Sanada Yukimura-Den                                   | PlayStation 4                       | 25 tháng 8 năm 2016      | Capcom                          | Có |    |    |        | [ 13 ]          |
| Shadow of Rome                                                        | PlayStation 2                       | 4 tháng 2 năm 2005       | Capcom                          | Có | Có | Có |        | [ 14 ]          |
| Shantae                                                               | Game Boy Color                      | 2 tháng 6 năm 2002       | WayForward Technologies         |    | Có |    |        | [ 15 ]          |
| Shichisei Toushin: Guyferd                                            | PlayStation                         | 1998                     | Capcom                          | Có |    |    |        | [ 16 ]          |
| Shichisei Toushin: Guyferd                                            | Sega Saturn                         | 1998                     | Capcom                          | Có |    |    |        | [ 16 ]          |
| Shiritsu Justice Gakuen: Nekketsu Seisyun Nikki 2                     | PlayStation                         | 1999                     | Capcom                          | Có |    |    |        | [ 17 ]          |
| Side Arms                                                             | Commodore 64                        |                          |                                 | Có |    |    |        | [ 18 ]          |
| Side Arms                                                             | TurboGrafx-16                       |                          |                                 | Có |    |    |        | [ 18 ]          |
| Side Arms                                                             | ZX Spectrum                         |                          |                                 | Có |    |    |        | [ 18 ]          |
| Side Arms Hyper Dyne                                                  | Amiga                               |                          |                                 | Có |    |    |        | [ 18 ]          |
| Side Arms Hyper Dyne                                                  | Arcade                              | tháng 12 năm 1986        | Capcom                          | Có |    |    |        | [ 18 ]          |
| Side Arms Hyper Dyne                                                  | Atari ST                            |                          |                                 | Có |    |    |        | [ 18 ]          |
| Side Arms Special                                                     | TurboGrafx-CD                       |                          |                                 | Có |    |    |        | [ 18 ]          |
| Slipstream                                                            | Arcade                              | 1995                     | Capcom                          | Có | Có | Có |        | [ 19 ]          |
| Smurfs' Village                                                       | iOS\| 2010                          | Beeline Interactive Inc. |                                 | Có | Có | Có | [ 20 ] |                 |
| Smurfs' Village                                                       | Android                             | Beeline Interactive Inc. | 2011                            |    | Có | Có | Có     | [ 20 ]          |
| Smurfs' Grabber                                                       | iOS\| 7 tháng 9 năm 2011            | Beeline Interactive Inc. |                                 | Có | Có | Có | [ 21 ] |                 |
| Smurf Life                                                            | iOS\| 2012                          | Beeline Interactive Inc. |                                 | Có | Có | Có | [ 22 ] |                 |
| Snow Brothers                                                         | Nintendo Entertainment System       | 1990                     | Capcom                          |    | Có |    |        | [ 23 ]          |
| SonSon                                                                | Arcade                              | tháng 7 năm 1984         | Capcom                          | Có |    |    |        | [ 24 ]          |
| SonSon                                                                | Nintendo Entertainment System       | 8 tháng 2 năm 1986       | Micronics                       | Có |    |    |        | [ 24 ]          |
| SonSon 2                                                              | TurboGrafx-16                       | 1989                     | Capcom                          | Có |    |    |        | [ 25 ]          |
| Spawn: In the Demon's Hand                                            | Arcade                              | 1999                     | Capcom                          | Có | Có |    |        | [ 26 ]          |
| Spawn: In the Demon's Hand                                            | Dreamcast                           | 10 tháng 8 năm 2000      | Capcom                          | Có | Có | Có |        | [ 27 ]          |
| Spyborgs                                                              | Wii                                 | 22 tháng 9 năm 2009      | Bionic Games                    |    | Có | Có |        | [ 28 ]          |
| Star Gladiator                                                        | Arcade                              | tháng 7 năm 1996         | Capcom                          | Có | Có | Có | Có     | [ 29 ]          |
| Star Gladiator                                                        | PlayStation                         | 25 tháng 10 năm 1996     | Capcom                          | Có | Có | Có | Có     | [ 30 ]          |
| Startling Adventures Kuso 3 נDaiboken                                 | PlayStation                         | 24 tháng 5 năm 2001      | Capcom                          | Có |    |    |        | [ 31 ]          |
| Steel Battalion                                                       | Xbox                                | 12 tháng 9 năm 2002      | Capcom                          | Có | Có | Có | Có     | [ 32 ]          |
| Steel Battalion: Heavy Armor                                          | Xbox 360                            | 19 tháng 6 năm 2012      | FromSoftware                    | Có | Có | Có | Có     | [ 33 ]          |
| Steel Battalion: Line of Contact                                      | Xbox                                | 26 tháng 2 năm 2004      | Capcom/Nude Maker               | Có | Có | Có |        | [ 34 ]          |
| Steel Fang                                                            | Microsoft Windows                   | 1996                     | Capcom                          | Có |    |    |        | [ 35 ]          |
| Stocker                                                               | Commodore 64                        | 1988                     | Bally Sente Inc.                | Có | Có | Có | Có     | [ 36 ]          |
| Street Fighter                                                        | Amiga                               | 30 tháng 8 năm 1987      | Tiertex                         |    |    | Có |        | [ 37 ]          |
| Street Fighter                                                        | Arcade                              | 30 tháng 8 năm 1987      | Capcom                          | Có | Có | Có |        | [ 37 ]          |
| Street Fighter                                                        | Atari ST                            | 1988                     | Tiertex                         |    | Có | Có |        | [ 37 ]          |
| Street Fighter                                                        | Commodore 64                        | tháng 6 năm 1988         | Pacific International Dataworks |    | Có | Có |        | [ 37 ]          |
| Street Fighter                                                        | DOS                                 | 1988                     | Micro Talent                    |    | Có |    |        | [ 37 ]          |
| Street Fighter                                                        | ZX Spectrum                         | 1988                     | Tiertex                         |    |    | Có |        | [ 37 ]          |
| Street Fighter 30th Anniversary Collection                            | Microsoft Windows                   | 29 tháng 5 năm 2018      | Digital Eclipse                 | Có | Có | Có | Có     | [ 38 ]          |
| Street Fighter 30th Anniversary Collection                            | Nintendo Switch                     | 29 tháng 5 năm 2018      | Digital Eclipse                 | Có | Có | Có | Có     | [ 38 ]          |
| Street Fighter 30th Anniversary Collection                            | PlayStation 4                       | 29 tháng 5 năm 2018      | Digital Eclipse                 | Có | Có | Có | Có     | [ 38 ]          |
| Street Fighter 30th Anniversary Collection                            | Xbox One                            | 29 tháng 5 năm 2018      | Digital Eclipse                 | Có | Có | Có | Có     | [ 38 ]          |
| Street Fighter 2010: The Final Fight                                  | Nintendo Entertainment System       | 8 tháng 8 năm 1990       | Capcom                          | Có | Có |    |        | [ 39 ]          |
| Street Fighter 2010: The Final Fight                                  | Virtual Console                     | 26 tháng 2 năm 2014      | Capcom                          | Có | Có | Có | Có     | [ 39 ]          |
| Street Fighter Alpha                                                  | Arcade                              | 5 tháng 6 năm 1995       | Capcom                          | Có | Có |    |        | [ 40 ]          |
| Street Fighter Alpha                                                  | Game Boy Color                      | 1999                     | Capcom                          | Có | Có | Có |        | [ 40 ]          |
| Street Fighter Alpha                                                  | PlayStation                         | 22 tháng 12 năm 1995     | Capcom                          | Có | Có | Có |        | [ 41 ]          |
| Street Fighter Alpha                                                  | PlayStation Network                 | 14 tháng 8 năm 2008      | Capcom                          | Có | Có | Có | Có     | [ 40 ]          |
| Street Fighter Alpha                                                  | Sega Saturn                         | 26 tháng 1 năm 1996      | Capcom                          | Có | Có | Có | Có     | [ 42 ]          |
| Street Fighter Alpha                                                  | Microsoft Windows                   | 14 tháng 6 năm 1998      | Capcom                          |    | Có |    |        | [ 40 ]          |
| Street Fighter Alpha 2                                                | Arcade                              | 27 tháng 2 năm 1996      | Capcom                          | Có | Có |    |        | [ 43 ]          |
| Street Fighter Alpha 2                                                | PlayStation                         | 9 tháng 8 năm 1996       | Capcom                          | Có | Có | Có |        | [ 44 ]          |
| Street Fighter Alpha 2                                                | PlayStation Network                 | 4 tháng 6 năm 2009       | Capcom                          |    | Có |    |        | [ 43 ]          |
| Street Fighter Alpha 2                                                | Sega Saturn                         | 14 tháng 9 năm 1996      | Capcom                          | Có | Có | Có |        | [ 45 ]          |
| Street Fighter Alpha 2                                                | Super Nintendo Entertainment System | tháng 11 năm 1996        | Capcom                          | Có | Có | Có |        | [ 46 ]          |
| Street Fighter Alpha 2                                                | Virtual Console                     | 7 tháng 12 năm 2009      | Capcom                          |    | Có | Có | Có     | [ 43 ]          |
| Street Fighter Alpha 2                                                | Microsoft Windows                   | 1 tháng 11 năm 1997      | Capcom                          | Có | Có | Có |        | [ 43 ]          |
| Street Fighter Alpha 3                                                | Arcade                              | 29 tháng 6 năm 1998      | Atlus/Capcom                    | Có | Có |    |        | [ 47 ]          |
| Street Fighter Alpha 3                                                | Dreamcast                           | 8 tháng 7 năm 1999       | Atlus/Capcom                    | Có | Có | Có |        | [ 48 ]          |
| Street Fighter Alpha 3                                                | Game Boy Advance                    | 27 tháng 9 năm 2002      | Crawfish Interactive            | Có | Có | Có |        | [ 49 ]          |
| Street Fighter Alpha 3                                                | PlayStation                         | 23 tháng 12 năm 1998     | Capcom                          | Có | Có | Có |        | [ 50 ]          |
| Street Fighter Alpha 3                                                | PlayStation Network                 | 18 tháng 10 năm 2011     | Capcom                          | Có | Có |    |        | [ 47 ]          |
| Street Fighter Alpha 3                                                | Sega Saturn                         | 6 tháng 8 năm 1999       | Capcom                          | Có |    |    |        | [ 51 ] [ 52 ]   |
| Street Fighter Alpha 3 Max                                            | PlayStation Portable                | 19 tháng 1 năm 2006      | Capcom                          | Có | Có | Có |        | [ 53 ]          |
| Street Fighter Alpha Anthology                                        | PlayStation 2                       | 25 tháng 5 năm 2006      | Capcom                          | Có | Có | Có | Có     | [ 54 ]          |
| Street Fighter Anniversary Collection                                 | PlayStation 2                       | 31 tháng 8 năm 2004      | Capcom                          | Có |    |    |        | [ 55 ]          |
| Street Fighter Anniversary Collection                                 | Xbox                                | 28 tháng 10 năm 2004     | Capcom                          | Có | Có | Có |        | [ 55 ]          |
| Street Fighter Collection                                             | PlayStation                         | 18 tháng 9 năm 1997      | Capcom                          | Có | Có | Có |        | [ 56 ]          |
| Street Fighter Collection                                             | Sega Saturn                         | 23 tháng 10 năm 1997     | Capcom                          | Có | Có | Có |        | [ 57 ]          |
| Street Fighter EX                                                     | Arcade                              | 19 tháng 12 năm 1996     | Arika                           | Có | Có |    |        | [ 58 ]          |
| Street Fighter EX2                                                    | Arcade                              | 26 tháng 5 năm 1998      | Arika                           | Có | Có |    |        | [ 59 ]          |
| Street Fighter EX 2 Plus                                              | Arcade                              | 11 tháng 6 năm 1999      | Arika                           | Có | Có |    |        | [ 59 ]          |
| Street Fighter EX 2 Plus                                              | PlayStation                         | 22 tháng 12 năm 1999     | Arika                           | Có | Có | Có |        | [ 59 ]          |
| Street Fighter EX3                                                    | PlayStation 2                       | 4 tháng 3 năm 2000       | Arika                           | Có | Có | Có |        | [ 60 ]          |
| Street Fighter EX Alpha                                               | PlayStation                         | 17 tháng 7 năm 1997      | Arika                           | Có | Có | Có |        | [ 61 ]          |
| Street Fighter EX Plus                                                | Arcade                              | 3 tháng 3 năm 1997       | Arika                           | Có | Có |    |        | [ 58 ]          |
| Street Fighter II: The World Warrior                                  | Amiga                               | 1992                     | Creative Materials              |    |    | Có |        | [ 62 ]          |
| Street Fighter II: The World Warrior                                  | Arcade                              | 6 tháng 2 năm 1991       | Capcom                          | Có | Có | Có | Có     | [ 62 ]          |
| Street Fighter II: The World Warrior                                  | Commodore 64                        | 1992                     | Creative Materials              |    |    | Có |        | [ 62 ]          |
| Street Fighter II: The World Warrior                                  | CPS Changer                         | 1994                     | Capcom                          | Có |    |    |        | [ 62 ]          |
| Street Fighter II: The World Warrior                                  | DOS                                 | 1992                     | Capcom                          |    | Có | Có |        | [ 62 ]          |
| Street Fighter II: The World Warrior                                  | Game Boy                            | 11 tháng 8 năm 1995      | Sun L                           | Có | Có | Có | Có     | [ 62 ]          |
| Street Fighter II: The World Warrior                                  | Super Nintendo Entertainment System | 10 tháng 6 năm 1992      | Capcom                          | Có | Có | Có |        | [ 62 ]          |
| Street Fighter II: The World Warrior                                  | Virtual Console                     | 2 tháng 12 năm 2006      | Capcom                          | Có | Có | Có | Có     | [ 63 ] [ 64 ]   |
| Street Fighter II: The World Warrior                                  | ZX Spectrum                         | 1992                     | Tiertex                         |    |    | Có |        | [ 62 ]          |
| Street Fighter II Champion Edition                                    | Arcade                              | 13 tháng 3 năm 1992      | Capcom                          | Có | Có | Có | Có     | [ 65 ]          |
| Street Fighter II Champion Edition                                    | PC Engine                           | 12 tháng 6 năm 1993      | Capcom                          | Có |    |    |        | [ 65 ]          |
| Street Fighter II Champion Edition                                    | Sega Master System                  | tháng 9 năm 1997         | Tec Toy                         |    |    |    | Có     | [ 65 ]          |
| Street Fighter II Champion Edition                                    | Sega Mega Drive/Genesis             | 28 tháng 9 năm 1993      | Capcom                          | Có | Có | Có |        | [ 65 ]          |
| Street Fighter II Champion Edition                                    | X68000                              | 26 tháng 11 năm 1993     | Capcom                          | Có |    |    |        | [ 65 ]          |
| Street Fighter II Champion Edition                                    | Virtual Console                     | 29 tháng 7 năm 2008      | Capcom                          | Có | Có | Có | Có     | [ 65 ]          |
| Street Fighter II Movie                                               | PlayStation                         | 12 tháng 12 năm 1995     | Capcom                          | Có |    |    |        | [ 66 ]          |
| Street Fighter II Movie                                               | Sega Saturn                         | 15 tháng 3 năm 1996      | Capcom                          | Có |    |    |        | [ 66 ]          |
| Street Fighter II: Special Champion Edition                           | Sega Mega Drive/Genesis             | 28 tháng 9 năm 1993      | Capcom                          | Có | Có | Có |        | [ 67 ]          |
| Street Fighter II Turbo: Hyper Fighting                               | Arcade                              | 9 tháng 12 năm 1992      | Capcom                          | Có | Có | Có | Có     | [ 68 ]          |
| Street Fighter II Turbo: Hyper Fighting                               | CPS Changer                         | 9 tháng 12 năm 1992      | Capcom                          | Có | Có | Có | Có     | [ 68 ]          |
| Street Fighter II Turbo: Hyper Fighting                               | Super Nintendo Entertainment System | 11 tháng 7 năm 1993      | Capcom                          | Có | Có | Có | Có     | [ 69 ]          |
| Street Fighter II Turbo: Hyper Fighting                               | Virtual Console                     | 10 tháng 8 năm 2007      | Capcom                          | Có | Có | Có | Có     | [ 70 ]          |
| Street Fighter II Turbo: Hyper Fighting                               | Xbox Live Marketplace               | 2 tháng 8 năm 2006       | Capcom                          |    | Có | Có |        | [ 71 ]          |
| Street Fighter III: 3rd Strike                                        | Arcade                              | 12 tháng 5 năm 1999      | Capcom                          | Có | Có | Có | Có     | [ 72 ]          |
| Street Fighter III: 3rd Strike                                        | Dreamcast                           | 29 tháng 6 năm 2000      | Capcom                          | Có | Có | Có |        | [ 73 ]          |
| Street Fighter III: 3rd Strike                                        | PlayStation 2                       | 22 tháng 7 năm 2004      | Capcom                          | Có | Có |    |        | [ 72 ]          |
| Street Fighter III: 3rd Strike                                        | Xbox                                | 28 tháng 10 năm 2004     | Capcom                          | Có | Có | Có |        | [ 72 ]          |
| Street Fighter III: 3rd Strike Online Edition                         | PlayStation Network                 | 23 tháng 8 năm 2011      | Iron Galaxy Studios             | Có | Có | Có |        | [ 74 ]          |
| Street Fighter III: 3rd Strike Online Edition                         | Xbox Live Marketplace               | 24 tháng 8 năm 2011      | Iron Galaxy Studios             | Có | Có | Có | Có     | [ 74 ]          |
| Street Fighter III: Double Impact                                     | Dreamcast                           | 16 tháng 12 năm 1999     | Capcom                          | Có | Có | Có |        | [ 75 ]          |
| Street Fighter III: New Generation                                    | Arcade                              |                          |                                 | Có | Có |    |        | [ 76 ]          |
| Street Fighter III: 2nd Impact                                        | Arcade                              | tháng 10 năm 1997        | Capcom                          | Có | Có |    |        | [ 77 ]          |
| Street Fighter III: 2nd Impact                                        | Dreamcast                           | 16 tháng 12 năm 1999     | Capcom                          | Có | Có | Có |        | [ 78 ]          |
| Street Fighter IV                                                     | Arcade                              | 18 tháng 7 năm 2008      | Dimps/Capcom                    | Có |    |    |        | [ 79 ]          |
| Street Fighter IV                                                     | PlayStation 3                       | 12 tháng 2 năm 2009      | Dimps/Capcom                    | Có | Có | Có |        | [ 80 ]          |
| Street Fighter IV                                                     | Xbox 360                            | 12 tháng 2 năm 2009      | Dimps/Capcom                    | Có | Có | Có |        | [ 80 ]          |
| Street Fighter IV                                                     | Microsoft Windows                   | 2 tháng 7 năm 2009       | Dimps/Capcom                    | Có | Có | Có |        | [ 81 ]          |
| Street Fighter IV                                                     | iOS\| 10 tháng 3 năm 2010           | Có                       | Dimps/Capcom                    | Có | Có |    | [ 82 ] |                 |
| Street Fighter IV                                                     | Android                             | 10 tháng 3 năm 2010      | Dimps/Capcom                    | Có | Có | Có |        | [ 83 ]          |
| Street Fighter IV: Volt                                               | iOS\| 30 tháng 6 năm 2011           | Dimps/Capcom             | Có                              | Có | Có |    | [ 84 ] |                 |
| Street Fighter V                                                      | PlayStation 4                       | 16 tháng 2 năm 2016      | Dimps/Capcom                    | Có | Có | Có | Có     | [ 85 ]          |
| Street Fighter V                                                      | Microsoft Windows                   | 16 tháng 2 năm 2016      | Dimps/Capcom                    | Có | Có | Có | Có     | [ 85 ]          |
| Street Fighter V: Arcade Version                                      | PlayStation 4                       | 16 tháng 1 năm 2018      | Dimps/Capcom                    | Có | Có | Có | Có     | [ 86 ]          |
| Street Fighter V: Arcade Version                                      | Microsoft Windows                   | 16 tháng 1 năm 2018      | Dimps/Capcom                    | Có | Có | Có | Có     | [ 86 ]          |
| Street Fighter X Mega Man                                             | Microsoft Windows                   | 17 tháng 12 năm 2012     | Seow Zong Hui                   | Có | Có | Có | Có     | [ 87 ]          |
| Street Fighter X Tekken                                               | PlayStation 3                       | 6 tháng 3 năm 2012       | Dimps/Capcom                    | Có | Có | Có |        | [ 88 ]          |
| Street Fighter X Tekken                                               | Xbox 360                            | 6 tháng 3 năm 2012       | Dimps/Capcom                    | Có | Có | Có |        | [ 88 ]          |
| Street Fighter X Tekken                                               | Microsoft Windows                   | 11 tháng 5 năm 2012      | QLoc                            | Có | Có | Có | Có     | [ 88 ]          |
| Street Fighter X Tekken                                               | PlayStation Vita                    | 25 tháng 10 năm 2012     | Sucker Punch Productions        | Có | Có | Có |        | [ 88 ]          |
| Street Fighter X Tekken                                               | iOS\| 19 tháng 9 năm 2012           | Dimps/Capcom             | Có                              | Có | Có | Có | [ 89 ] |                 |
| Street Fighter Zero                                                   | CPS Changer                         | 1996                     | Capcom                          | Có |    |    |        | [ 90 ]          |
| Street Fighter Zero 2 Alpha                                           | Arcade                              | 1996                     | Capcom                          | Có |    |    |        | [ 91 ]          |
| Street Fighter Zero 2 Dash                                            | PlayStation                         | 1996                     | Capcom                          | Có |    |    |        | [ 91 ]          |
| Street Fighter Zero 2 Dash                                            | Sega Saturn                         | 1996                     | Capcom                          | Có |    |    |        | [ 91 ]          |
| Street Fighter Zero 3                                                 | Sega Saturn                         | 6 tháng 8 năm 1999       | Capcom                          | Có |    |    |        | [ 92 ]          |
| Street Fighter Zero 3 Upper                                           | Arcade                              | 2001                     | Capcom                          | Có |    |    |        | [ 93 ]          |
| Street Fighter: The Movie (arcade game)                               | Arcade                              | tháng 6 năm 1995         | Incredible Technologies         | Có | Có | Có | Có     | [ 94 ]          |
| Street Fighter: The Movie (console video game)                        | PlayStation                         | 11 tháng 8 năm 1995      | Capcom                          | Có | Có | Có | Có     | [ 95 ]          |
| Street Fighter: The Movie (console video game)                        | Sega Saturn                         | 11 tháng 8 năm 1995      | Capcom                          | Có | Có | Có | Có     | [ 96 ]          |
| Strider                                                               | Amiga                               | 1989                     |                                 | Có | Có | Có | Có     | [ 97 ]          |
| Strider                                                               | Atari ST                            | 1989                     |                                 | Có | Có | Có | Có     | [ 97 ]          |
| Strider                                                               | Arcade                              | 7 tháng 3 năm 1989       | Capcom                          | Có | Có | Có |        | [ 98 ]          |
| Strider                                                               | Commodore 64                        | 1989                     |                                 | Có | Có | Có | Có     | [ 97 ]          |
| Strider                                                               | DOS                                 | 1989                     |                                 | Có | Có | Có | Có     | [ 97 ]          |
| Strider                                                               | PlayStation                         | 2000                     |                                 | Có | Có | Có | Có     | [ 99 ]          |
| Strider                                                               | Sega Master System                  | 1991                     | Sega                            | Có | Có | Có | Có     | [ 97 ]          |
| Strider                                                               | Sega Mega Drive/Genesis             | 29 tháng 9 năm 1990      | Sega                            | Có | Có | Có | Có     | [ 100 ]         |
| Strider                                                               | TurboGrafx-CD                       | 22 tháng 9 năm 1994      |                                 | Có | Có | Có | Có     | [ 97 ]          |
| Strider                                                               | Virtual Console                     | 15 tháng 11 năm 2011     |                                 | Có | Có |    |        | [ 97 ]          |
| Strider                                                               | X68000                              | 1991                     |                                 | Có |    |    |        | [ 97 ]          |
| Strider                                                               | ZX Spectrum                         | 1989                     |                                 | Có | Có | Có | Có     | [ 97 ]          |
| Strider (2014 video game)                                             | PlayStation Network                 | 18 tháng 2 năm 2014      | Double Helix Games/Capcom       | Có | Có | Có | Có     | [ 101 ]         |
| Strider (2014 video game)                                             | Microsoft Windows                   | 18 tháng 2 năm 2014      | Double Helix Games/Capcom       | Có | Có | Có | Có     | [ 101 ]         |
| Strider (2014 video game)                                             | Xbox Live Marketplace               | 18 tháng 2 năm 2014      | Double Helix Games/Capcom       | Có | Có | Có | Có     | [ 101 ]         |
| Strider (NES video game)                                              | Nintendo Entertainment System       | tháng 7 năm 1989         | Capcom                          |    | Có |    |        | [ 102 ]         |
| Strider HD                                                            | PlayStation 4                       | 18 tháng 2 năm 2014      | Double Helix Games/Capcom       | Có | Có | Có | Có     | [ 101 ]         |
| Strider HD                                                            | Xbox One                            | 18 tháng 2 năm 2014      | Double Helix Games/Capcom       | Có | Có | Có | Có     | [ 101 ]         |
| Strider 2                                                             | Arcade                              | 13 tháng 12 năm 1999     | Capcom                          | Có | Có |    |        | [ 103 ]         |
| Strider 2                                                             | PlayStation                         | 24 tháng 2 năm 2000      | Capcom                          | Có | Có | Có |        | [ 104 ]         |
| Strider 2                                                             | PlayStation Network                 | 27 tháng 8 năm 2014      | Capcom                          | Có | Có |    |        | [ 104 ]         |
| Strider HD                                                            | PlayStation Network                 | 18 tháng 2 năm 2014      | Double Helix Games/Capcom       | Có | Có | Có | Có     | [ 101 ]         |
| Strider HD                                                            | Xbox Live Marketplace               | 18 tháng 2 năm 2014      | Double Helix Games/Capcom       | Có | Có | Có | Có     | [ 101 ]         |
| Strider II                                                            | Amiga                               | 1990                     |                                 |    | Có | Có |        | [ 105 ]         |
| Strider II                                                            | Amstrad CPC                         | 1990                     |                                 |    | Có | Có |        | [ 105 ]         |
| Strider II                                                            | Atari ST                            | 1990                     |                                 |    | Có | Có |        | [ 105 ]         |
| Strider II                                                            | Commodore 64                        | 1990                     |                                 |    | Có | Có |        | [ 105 ]         |
| Strider II                                                            | Sega Game Gear                      | 1990                     |                                 |    | Có | Có |        | [ 105 ]         |
| Strider II                                                            | Sega Master System                  | 1992                     |                                 |    | Có | Có |        | [ 105 ]         |
| Strider II                                                            | Sega Mega Drive/Genesis             | 1992                     |                                 |    | Có | Có |        | [ 105 ]         |
| Strider II                                                            | ZX Spectrum                         | 1990                     |                                 |    | Có | Có |        | [ 105 ]         |
| Super Adventure Rockman                                               | PlayStation                         | 25 tháng 6 năm 1998      | Kouyousha                       | Có |    |    |        | [ 106 ]         |
| Super Adventure Rockman                                               | Sega Saturn                         | 25 tháng 6 năm 1998      | Kouyousha                       | Có |    |    |        | [ 106 ]         |
| Super Buster Bros.                                                    | Arcade                              | tháng 11 năm 1990        | Mitchell Corporation            | Có | Có |    |        | [ 107 ]         |
| Super Ghouls 'n Ghosts                                                | Game Boy Advance                    | 19 tháng 7 năm 2002      | Capcom                          | Có | Có | Có |        | [ 108 ]         |
| Super Ghouls 'n Ghosts                                                | Super Nintendo Entertainment System | 4 tháng 10 năm 1991      | Capcom                          | Có | Có | Có |        | [ 108 ]         |
| Super Ghouls 'n Ghosts                                                | Virtual Console                     | 16 tháng 5 năm 2013      | Capcom                          | Có | Có | Có | Có     | [ 108 ]         |
| Super Pang                                                            | Super Nintendo Entertainment System | tháng 10 năm 1992        | Capcom                          | Có | Có |    |        | [ 108 ]         |
| Super Puzzle Fighter II Turbo                                         | Arcade                              | 31 tháng 5 năm 1996      | Capcom                          | Có | Có | Có |        | [ 109 ]         |
| Super Puzzle Fighter II Turbo                                         | PlayStation                         | 30 tháng 11 năm 1996     | Capcom                          | Có | Có |    |        | [ 110 ]         |
| Super Puzzle Fighter II Turbo                                         | Sega Saturn                         | 1997                     | Capcom                          | Có | Có | Có |        | [ 110 ]         |
| Super Puzzle Fighter II Turbo                                         | Microsoft Windows                   | 1997                     | Capcom                          | Có | Có | Có | Có     | [ 110 ]         |
| Super Puzzle Fighter II Turbo HD Remix                                | PlayStation Network                 | 30 tháng 8 năm 2007      | Capcom                          | Có | Có | Có | Có     | [ 111 ]         |
| Super Puzzle Fighter II Turbo HD Remix                                | Xbox Live Marketplace               | 29 tháng 8 năm 2007      | Capcom                          | Có | Có | Có | Có     | [ 111 ]         |
| Super Puzzle Fighter II X for Matching Service                        | Dreamcast                           | 5 tháng 7 năm 2001       |                                 | Có |    |    |        | [ 110 ]         |
| Super Street Fighter II                                               | Amiga                               | 1995                     |                                 |    |    | Có |        | [ 112 ]         |
| Super Street Fighter II                                               | Arcade                              | 10 tháng 9 năm 1993      |                                 | Có | Có | Có | Có     | [ 112 ]         |
| Super Street Fighter II                                               | DOS                                 | 1996                     |                                 |    | Có |    |        | [ 112 ]         |
| Super Street Fighter II                                               | FM Towns                            | tháng 10 năm 1994        |                                 | Có |    |    |        | [ 112 ]         |
| Super Street Fighter II                                               | Sega Mega Drive/Genesis             | 25 tháng 6 năm 1994      |                                 | Có | Có | Có |        | [ 112 ]         |
| Super Street Fighter II                                               | Super Nintendo Entertainment System | 25 tháng 6 năm 1994      |                                 | Có | Có | Có |        | [ 112 ]         |
| Super Street Fighter II                                               | Virtual Console                     | 18 tháng 12 năm 2007     |                                 | Có | Có | Có | Có     | [ 112 ]         |
| Super Street Fighter II                                               | X68000                              | 30 tháng 9 năm 1994      |                                 | Có |    |    |        | [ 112 ]         |
| Super Street Fighter II Turbo                                         | Amiga                               | 1995                     |                                 |    |    | Có |        | [ 109 ]         |
| Super Street Fighter II Turbo                                         | Arcade                              | 23 tháng 2 năm 1994      | Capcom                          | Có | Có | Có | Có     | [ 109 ]         |
| Super Street Fighter II Turbo                                         | DOS                                 | tháng 5 năm 1995         | Eurocom                         |    | Có | Có |        | [ 109 ]         |
| Super Street Fighter II Turbo HD Remix                                | PlayStation Network                 | 25 tháng 11 năm 2008     | Backbone Entertainment          |    | Có | Có |        | [ 111 ]         |
| Super Street Fighter II Turbo HD Remix                                | Xbox Live Marketplace               | 26 tháng 11 năm 2008     | Backbone Entertainment          |    | Có |    |        | [ 111 ]         |
| Super Street Fighter II X Grand Master Challenge for Matching Service | Dreamcast                           | 2000                     | Capcom                          | Có |    |    |        | [ 112 ]         |
| Super Street Fighter II: Turbo Revival                                | Game Boy Advance                    | 13 tháng 6 năm 2001      | Capcom                          | Có | Có | Có |        | [ 109 ]         |
| Super Street Fighter IV                                               | PlayStation 3                       | 27 tháng 4 năm 2010      | Dimps/Capcom                    | Có | Có | Có |        | [ 113 ]         |
| Super Street Fighter IV                                               | Xbox 360                            | 27 tháng 4 năm 2010      | Dimps/Capcom                    | Có | Có | Có |        | [ 113 ]         |
| Super Street Fighter IV: 3D Edition                                   | Nintendo 3DS                        | 26 tháng 2 năm 2011      | Dimps/Capcom                    | Có | Có | Có | Có     | [ 113 ]         |
| Super Street Fighter IV: Arcade Edition                               | Arcade                              | 16 tháng 12 năm 2010     | Dimps/Capcom                    | Có | Có | Có |        | [ 114 ]         |
| Super Street Fighter IV: Arcade Edition                               | PlayStation 3                       | 30 tháng 6 năm 2011      | Dimps/Capcom                    | Có | Có | Có |        | [ 114 ]         |
| Super Street Fighter IV: Arcade Edition                               | Xbox 360                            | 30 tháng 6 năm 2011      | Dimps/Capcom                    | Có | Có | Có |        | [ 114 ]         |
| Super Street Fighter IV: Arcade Edition                               | Microsoft Windows                   | 5 tháng 7 năm 2011       | QLoc                            | Có | Có | Có | Có     | [ 114 ]         |
| Suzu Monogatari                                                       | PlayStation                         | 1 tháng 6 năm 2000       | Capcom                          | Có |    |    |        | [ 115 ] [ 116 ] |
| Sweet Home                                                            | Nintendo Entertainment System       | 15 tháng 12 năm 1989     | Capcom                          | Có |    |    |        | [ 117 ]         |
| Sydney 2000                                                           | Microsoft Windows                   | 14 tháng 8 năm 2000      | Attention to Detail             | Có |    |    |        | [ 118 ]         |
| Sydney 2000                                                           | PlayStation                         | 26 tháng 10 năm 2000     | Attention to Detail             | Có |    |    |        | [ 119 ]         |
| Sydney 2000                                                           | Dreamcast                           | 26 tháng 10 năm 2000     | Attention to Detail             | Có |    |    |        | [ 120 ]         |